# Erkel Jenő
Erkel Jenő (Újpest, 1878. június 9. – Rákospalota, 1945. július 23.) magyar zeneszerző, Erkel Gyula fia, Erkel Ferenc unokája. 
Masinka, az egyetem gyöngye című operettjét a Népszínház mutatta be 1903-ban.